# Gouvernement Sukselainen I
République de Finlande
Fagerholm II  von Fieandt
Le gouvernement Sukselainen I est le 41ème gouvernement de la République de Finlande, qui a siégé 187 jours du 27 mai 1957 au 29 novembre 1957.

## Composition
| Titre                                               | Ministre              | Période    | Période    | Parti | Parti |
| --------------------------------------------------- | --------------------- | ---------- | ---------- | ----- | ----- |
| Premier ministre                                    | V. J. Sukselainen     | 27.5.1957  | 29.11.1957 |       | ML    |
| Vice-Premier ministre                               | Nils Meinander        | 27.5.1957  | 2.7.1957   |       | RKP   |
| Vice-Premier ministre                               | Esa Kaitila           | 2.7.1957   | 2.9.1957   |       | KP    |
| Vice-Premier ministre                               | Aarre Simonen         | 2.9.1957   | 31.10.1957 |       | TPSL  |
| Vice-Premier ministre                               | Johannes Virolainen   | 31.10.1957 | 29.11.1957 |       | ML    |
| Ministre au Cabinet du Premier ministre             | Aarre Simonen         | 2.9.1957   | 31.10.1957 |       | TPSL  |
| Ministre des Affaires étrangères                    | Johannes Virolainen   | 27.5.1957  | 29.11.1957 |       | ML    |
| Ministre de la Justice                              | Arvo Helminen         | 27.5.1957  | 2.9.1957   |       | Amm.  |
| Ministre de la Justice                              | Johan Otto Söderhjelm | 2.9.1957   | 29.11.1957 |       | Amm.  |
| Ministre de l'Intérieur                             | Harras Kyttä          | 27.5.1957  | 2.9.1957   |       | KP    |
| Ministre de l'Intérieur                             | Teuvo Aura            | 2.9.1957   | 29.11.1957 |       | Amm.  |
| Ministre de la Guerre                               | Atte Pakkanen         | 27.5.1957  | 2.9.1957   |       | ML    |
| Ministre de la Guerre                               | Pekka Malinen         | 2.9.1957   | 29.11.1957 |       | KP    |
| Ministre des Finances                               | Nils Meinander        | 27.5.1957  | 2.7.1957   |       | RKP   |
| Ministre des Finances                               | Martti Miettunen      | 2.7.1957   | 29.11.1957 |       | ML    |
| Vice-ministre des Finances                          | Vihtori Sarjala       | 27.5.1957  | 2.7.1957   |       | ML    |
| Vice-ministre des Finances                          | Ahti Karjalainen      | 2.7.1957   | 2.9.1957   |       | ML    |
| Vice-ministre des Finances                          | Pekka Malinen         | 2.9.1957   | 29.11.1957 |       | KP    |
| Vice-ministre des Finances                          | Teuvo Aura            | 11.10.1957 | 29.11.1957 |       | Amm.  |
| Ministre de l'Éducation                             | Kerttu Saalasti       | 27.5.1957  | 29.11.1957 |       | ML    |
| Ministre de l'Agriculture                           | Martti Miettunen      | 27.5.1957  | 2.7.1957   |       | ML    |
| Ministre de l'Agriculture                           | Kustaa Eskola         | 2.7.1957   | 29.11.1957 |       | ML    |
| Vice-ministre de l'Agriculture                      | Bertel Lindh          | 27.5.1957  | 2.7.1957   |       | RKP   |
| Vice-ministre de l'Agriculture                      | Matti Lepistö         | 2.9.1957   | 29.11.1957 |       | TPSL  |
| Ministre des transports et des travaux publics      | Kustaa Eskola         | 27.5.1957  | 2.7.1957   |       | ML    |
| Ministre des transports et des travaux publics      | Vihtori Sarjala       | 2.7.1957   | 29.11.1957 |       | ML    |
| Vice-ministre des transports et des travaux publics | Torsten Nordström     | 27.5.1957  | 2.7.1957   |       | RKP   |
| Vice-ministre des transports et des travaux publics | Kustaa Tiitu          | 2.7.1957   | 2.9.1957   |       | ML    |
| Vice-ministre des transports et des travaux publics | Valdemar Liljeström   | 2.9.1957   | 29.11.1957 |       | TPSL  |
| Ministre du commerce et de l'industrie              | Esa Kaitila           | 27.5.1957  | 29.11.1957 |       | KP    |
| Vice-ministre du commerce et de l'industrie         | Teuvo Aura            | 2.9.1957   | 29.11.1957 |       | Amm.  |
| Ministre des Affaires sociales                      | Irma Karvikko         | 27.5.1957  | 2.9.1957   |       | KP    |
| Ministre des Affaires sociales                      | Aino Malkamäki        | 2.9.1957   | 29.11.1957 |       | TPSL  |
| Vice-ministre des Affaires sociales                 | Atte Pakkanen         | 27.5.1957  | 2.9.1957   |       | ML    |
| Vice-ministre des Affaires sociales                 | Pekka Malinen         | 2.7.1957   | 29.11.1957 |       | KP    |
| Vice-ministre des Affaires sociales                 | Olli J. Uoti          | 2.9.1957   | 29.11.1957 |       | TPSL  |